# Dagmar Deuber
Dagmar Deuber (* 29. Januar 1972) ist eine deutsche Linguistin.

## Leben
Nach dem MA in Englisch, Deutsch und Romanistik an der Albert-Ludwigs-Universität Freiburg (1992–1999), der Promotion (1999–2003) in englischer Philologie in Freiburg im Breisgau und der Habilitation (2004–2010) in englischer Philologie an der Albert-Ludwigs-Universität Freiburg ist sie seit 2010 Lehrstuhlinhaberin für Variationslinguistik, Fachbereich Englisch der Universität Münster.
Ihre Forschungsgebiete sind Sorten von Englisch weltweit (besonderer Schwerpunkt: Karibik), Pidgins und Kreolen mit Sitz in Englisch, Sprachkontakt, Soziolinguistik, Korpuslinguistik und Sprachgebrauch in Medien.

## Schriften (Auswahl)
- Nigerian Pidgin in Lagos. Language contact, variation and change in an African urban setting. London 2005, ISBN 1-903292-10-7.
- English in the Caribbean. Variation, style and standards in Jamaica and Trinidad. Cambridge 2014, ISBN 978-1-107-02747-3.